# 塔米南戈
塔米南戈是哥倫比亞的城鎮，位於該國西南部，由納里尼奧省負責管轄，始建於1886年1月19日，面積284平方公里，海拔高度1,465米，2005年人口17,354，人口密度每平方公里61.11人。
1°34′N 77°17′W / 1.567°N 77.283°W